# Aroa
Aroa är ett släkte av fjärilar som beskrevs av Francis Walker, 1855. Aroa ingår i familjen Näbbflyn, Erebidae.

## Dottertaxa tillAroa, i alfabetisk ordning[1]
- Aroa abalia Collenette, 1949
- Aroa achrodisca Hampson, 1910
  - Aroa achrodisca deflecta Hering, 1926
- Aroa asthenes Collenette, 1938
- Aroa atrella Hampson, 1893
- Aroa atrescens Hampson, 1897
- Aroa callista Collenette, 1933
- Aroa cambelli Hampson, 1905
- Aroa cinnamomea Moore, 1879
- Aroa clara Swinhoe, 1885
- Aroa cometaris Butler, 1887
- Aroa danva Schaus & Clements, 1893
- Aroa difficilis Walker, 1865
- Aroa discalis Walker, 1855
- Aroa eugonia Collenette, 1953
- Aroa gyroptera Collenette, 1938
- Aroa incerta Rogenhofer, 1891
- Aroa interrogationis Collenette, 1938
- Aroa kambaiti Collenette, 1960
- Aroa leonensis Hampson, 1910
- Aroa luteifascia Hampson, 1895
- Aroa major Hampson, 1893
- Aroa maxima Hampson, 1893
- Aroa melanoleuca Hampson, 1905
  - Aroa melanoleuca decolorata Hering, 1926
- Aroa melaxantha Walker, 1865
- Aroa nepalensis Daniel, 1961
- Aroa nigripicta Holland, 1893
- Aroa ochripicta Moore, 1879
- Aroa ochrota Hampson, 1905
- Aroa pampoecila Collenette, 1930
- Aroa plana Walker, 1855
- Aroa postfusca Gaede, 1932
- Aroa quadrimaculata Janse, 1915
- Aroa quadriplagata Pagenstecher, 1903
- Aroa risoria Swinhoe, 1903
- Aroa sagrara Swinhoe, 1885
- Aroa scytodes Collenette, 1932
- Aroa sienna Hampson, 1891
- Aroa simplex Walker, 1865
- Aroa socrus Geyer, 1837
- Aroa subnotata Walker, 1855
- Aroa substrigosa Walker, 1855
- Aroa tomisa Druce, 1896
- Aroa vosseleri Grünberg, 1907
- Aroa xerampelina Swinhoe, 1885
- Aroa yokoae Bethune-Baker, 1927

## Bildgalleri

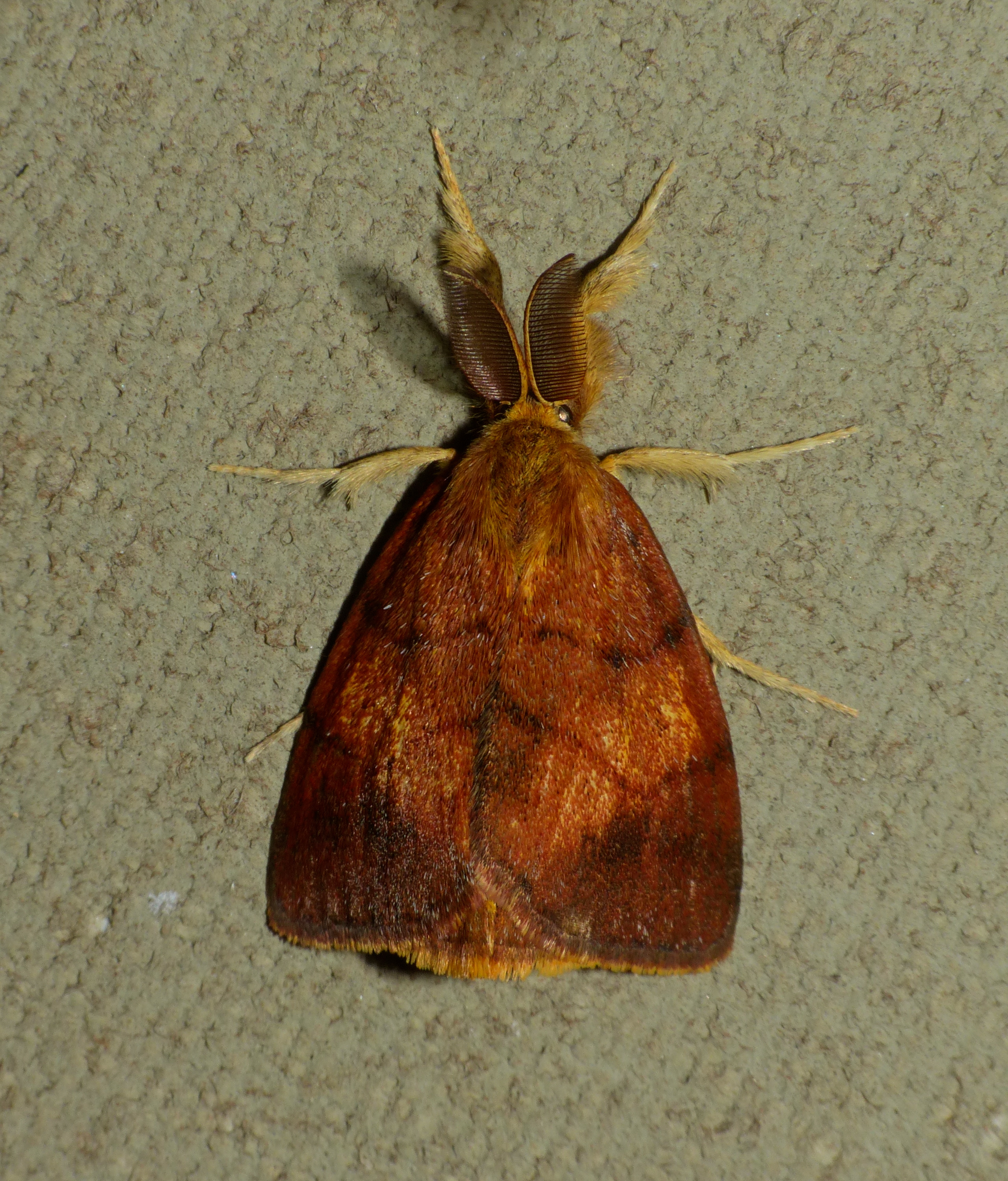
Aroa discalis
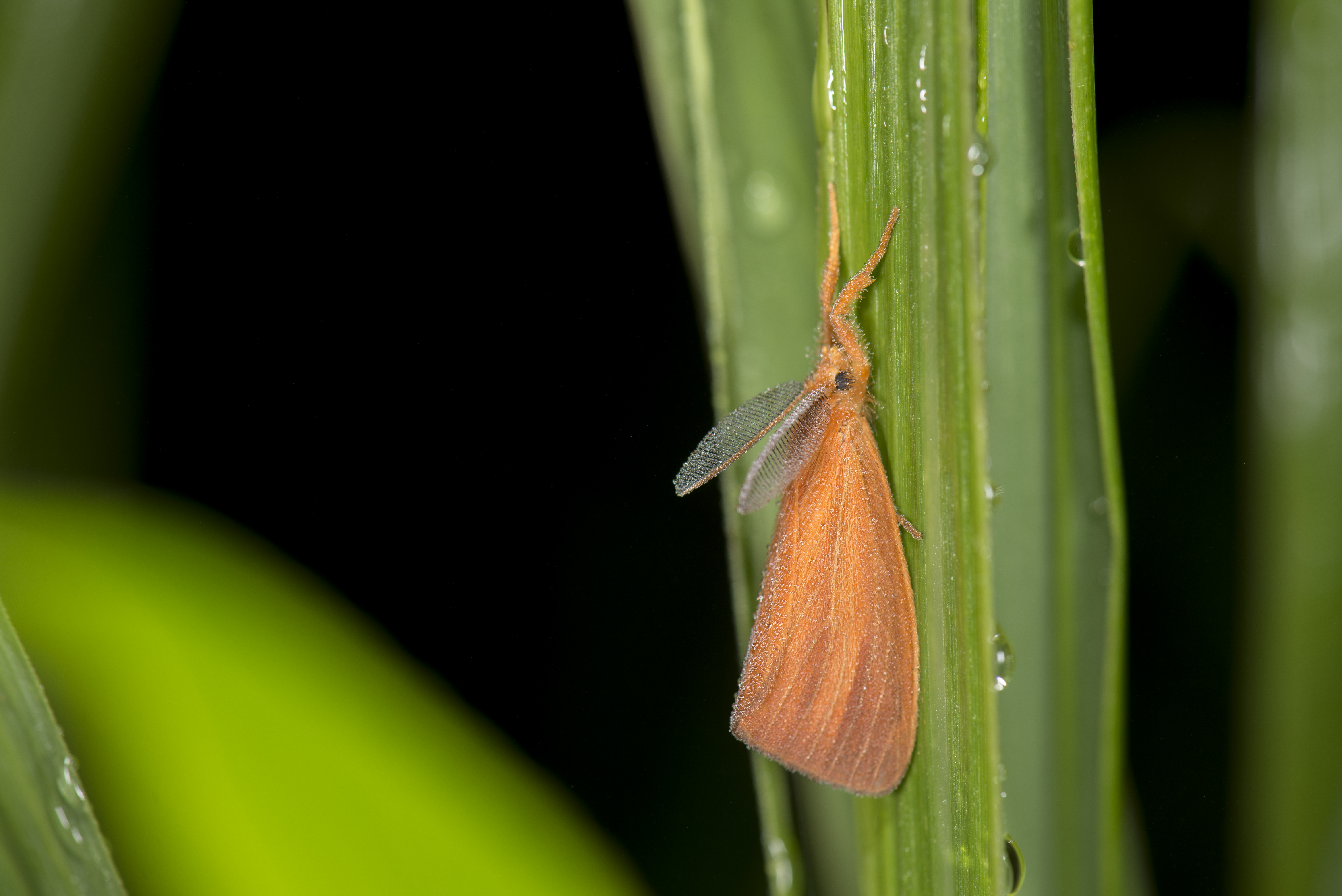
Aroa substrigosa